# Let LANSA 508

Trasa osudného letu

Let Lansa 508 byl vnitrostátní let peruánské společnosti Líneas Aéreas Nacionales S.A., který létal z Limy do Iquitos s mezipřistáním v Pucallpě. 24. prosince 1971 se letoun Lockheed L-188 Electra, který jej obsluhoval, po zásahu bleskem nad Amazonským pralesem nejprve vzňal a následně v důsledku tohoto požáru a turbulencí rozpadl ve vzduchu. Zahynulo 91 z 92 osob na palubě. 
Jedinou přeživší osobou byla sedmnáctiletá Juliane Koepckeová, která nejprve přežila připoutaná v křesle pád z výšky tří kilometrů (dopad zbrzdily koruny stromů), aby následně navzdory otřesu mozku, četným zraněním a velmi špatnému zraku (při pádu si zranila oko a přišla o brýle kompenzující silnou krátkozrakost) absolvovala desetidenní cestu pralesem, než byla zachráněna. 
Vyšetřování zhodnotilo jako příčinu nehody špatné počasí a nezodpovědnost posádky, která se rozhodla pokračovat v letu za podmínek, na něž letadlo nebylo stavěno.

## Film
Přežití Juliane Koepcke se stalo námětem italsko-amerického filmu z roku 1974 Zázraky se dějí. Juliane ztvárnila britská herečka Susan Penhaligonová. Film dokonce vysílala televize v socialistickém Československu.